# 건 샤이
《건 샤이》(영어: Gun Shy)는 미국에서 제작된 에릭 블레이크니 감독의 2000년 블랙 코미디 영화이다. 샌드라 불럭이 제작하고 리엄 니슨 등과 함께 출연하였다.

## 출연진
- 리엄 니슨
- 올리버 플랫
- 샌드라 불럭
- 호세 수니가
- 리처드 시프
- 앤드루 라우어
- 미치 필레지
- 폴 벤빅터
- 메리 매코맥
- 프랭크 빈센트
- 테일러 네그론
- 릭 피터스
- 마이클 웨덜리
- 민디 크리스트

## 기타 제작진
- 공동 제작: 마크 S. 피셔
- 미술: 마허 아매드
- 의상: 메리 클레어 해넌